# Enrique González Luaces
Enrique Gónzalez Luaces (Villalba, Lugo, 21 de agosto de 1885 - León, 30 de noviembre de 1953) fue un médico y político español que fue presidente del Colegio de Médicos de León, alcalde de León y presidente de la Diputación de León durante la II República.

## Biografía
Estudio Medicina en la Universidad de Santiago de Compostela, obteniendo la licenciatura en 1908 y el doctorado en 1913. Ejerció de médico titular de asistencia pública en la localidad leonesa de Pajares de los Oteros, donde conoció a Consuelo Fernández-Llamazares Santos, propietaria de viñedos, con la que se casaría tiempo después.
En 1920 se traslada a Alemania y Suiza  con una beca de la JAE para ampliar sus estudios de urología en las universidades de Múnich y Zúrich.
En su regreso a León, 1921, es nombrado secretario del Colegio de Médicos de León (30 de noviembre de 1921), elaborando su primer Reglamento Interior.
En 1931 ocupó la Presidencia del Colegio de Médicos, con el apoyo de Enrique Salgado Benavides, siendo reelegido en varias ocasiones.
Entre 1934 y 1936, cuando la corporación municipal fue regida por una gestora nombrada por el gobierno radical-cedista a raíz de los sucesos revolucionarios de octubre de 1934, fue nombrado alcalde de León. Debido a las persecuciones que sufrían los médicos rurales acordó crear un Fondo de Ayuda Mutua.
Tras el triunfo del Frente Popular en las elecciones de 1936, fue sustituido por el socialista Miguel Castaño.
Al producirse el Golpe de Estado del 18 de julio de 1936 (aunque en la ciudad de León la sublevación se produjo el día 20), el alcalde Miguel Castaño fue relevado del mando municipal, puesto en arresto domiciliario y más tarde encarcelado en San Marcos  (fue fusilado el 21 de noviembre). Tras controlar la ciudad, quedó al mando de la situación el general Carlos Bosch y Bosch, que propuso a González Luaces como alcalde de la capital, cargo que firmó el 21 de julio y en el que permaneció unas semanas. El 22 de agosto fue designado vocal y presidente de la Diputación, sustituyendo a Joaquín López Robles, que ocupó este cargo tras la destitución de Ramiro Armesto Armesto, en arresto domiciliario, que corrió la misma suerte que Miguel Castaño y el gobernador civil republicano Emilio Francés, entre otros, ya que fueron detenidos, juzgados y, finalmente, fusilados el mismo día de noviembre de 1936.
El 22 de agosto, la Diputación quedó integrada por él como presidente; Mariano Domínguez Berrueta, director del Instituto de Segunda Enseñanza de León; José Moreu Aguiar, teniente coronel de Infantería; Cayetano Prieto Franco, abogado; Mariano Calderón, médico; Ventura Valcarce Pérez, ingeniero; y Félix Serrano, abogado y farmacéutico.
Quedando constituida la sesión, que bajo la presidencia del gobernador civil, se celebra el 30 de octubre, esta pasará a estar integrada por: Enrique González Luaces como presidente, José Moreu Aguiar como vicepresidente y como vocales Cayetano Prieto Franco, Francisco del Río Alonso, representante de la Cámara Agrícola y Gerardo González Uriarte, representante de la Cámara de Comercio.
Tras abandonar la etapa política en 1938, tras ser acusado de masón y por su relación con la institución educativa Sierra Pambley, se dedicó a ejercer la medicina, en las especialidades de urología y radiología, y a atender los negocios familiares, los viñedos de Pajares de los Oteros, por su prestigio como enólogo, obtuvo la Medalla de Oro en una exposición en Barcelona.
Murió el 30 de noviembre de 1953 de un infarto jugando una partida de cartas en el establecimiento de óptica La Gafa de Oro, con el propietario, Paco y el sacerdote y exdirector del Diario de León, Antonio González de Lama.

## Obras
- Tradujo la obra Die Seele Spaniens de Rudolf Lothar (El alma de España), editada en León en 1938.
- Los diarios se conservan con los apuntes de medicina y la biblioteca personal.